# Cruz Vermelha de Timor-Leste
Das Cruz Vermelha de Timor-Leste CVTL (deutsch Rotes Kreuz Osttimor) ist die nationale Rotkreuz-Gesellschaft Osttimors und ein Teil der Internationalen Rotkreuz- und Rothalbmond-Bewegung.

## Übersicht
Das CVTL wurde im Jahr 2000 gegründet und als Hilfsorganisation durch das Gesetz 06/2005 am 1. September 2005 anerkannt. Im Jahr 2014 hatte das CVTL 2367 Mitglieder, 164 Angestellte, 2858 Freiwillige und ein Netzwerk in allen 13 Gemeinden Osttimors. Der Hauptsitz befindet sich in der Landeshauptstadt Dili. Das Gebäude wurde am 2. August 2014 eingeweiht. Daneben gibt es elf regionale Büros (Stand 2014). Das CVTL ist das 183. Mitglied der Internationalen Rotkreuz- und Rothalbmond-Bewegung.

## Nationaler Exekutivrat

### 2000–2005
- Benjamim Côrte-Real (Präsident seit 2003)[2]
- Isabel da Costa Ferreira (Vizepräsidentin seit 2002)[3]

### 2005–2010
- Benjamim Côrte-Real (Präsident)
- Zacarias da Costa (Vizepräsident)

### 2010–2014
- Benjamim Côrte-Real (Präsident)
- Manuel Tilman (Vizepräsident)
- Virgílio da Silva Guterres (Sekretär)
- Catarina Ximenes da Conceição (Vorsitzende CFN)
- Aurélio Sérgio Cristóvão Guterres (Mitglied)
- Sérgio Lobo (Mitglied)
- José Manuel Gomes Guterres (Mitglied)
- Gregório Saldanha (Mitglied)
- Francisco Gusmão Dias Ximenes (Mitglied)
- Augusto dos Santos Marques (Mitglied)
- Lígia Correia Calçona (Mitglied)

Wechselnde Mitglieder (2010–2012):
- Egidio Carceres de Oliveira
- Paulo Soares Ximenes
- Daniel Sarmento Soares
- José Marçal Godinho

Wechselnde Mitglieder (2012–2014)
- Marçal Freitas Magno
- Domingos Martins
- Augusto Pires
- David Lino da Costa Prego

Jugendpräsident (2011–2013):
- Ezequiel do Carmo Martins

Jugend-Vizepräsident (2011–2013) und Jugendpräsident (2013–2015):
- Nelson Diana da Costa

### 2014–2018
- José Pereira da Conceição (Präsident)
- Merício Juvinal dos Reis (Vizepräsident)
- Virgílio da Silva Guterres (Sekretär)
- José M. Gomes Guterres (Vorsitzender CFN)
- Manuel Tilman (Mitglied)
- Veronica Belo (Mitglied)
- Carlota da Costa (Mitglied)
- Bras de Jesus dos Santos (Mitglied)
- Cornelio de Deus Gomes (Mitglied)
- Rosita Tout Falo (Mitglied)
- Alvino Pires Morais Alves Correia (Mitglied)

Wechselnde Mitglieder (2010–2012):
- Selestino Soares
- Egidio Carceres de Oliveira
- Miguel Moniz Pires
- José Marçal da Cruz

Jugendpräsident (2015–2017):
- Madalena da C. de Jesus

- Jugend-Vizepräsident (2015–2017):
- Elvito Castro Alves

### 2018–2022
- Madalena Hanjam (Präsidentin)
- Marçal Freitas Magno (Vizepräsident)
- Eduardo Lopes de Carvalho (Sekretär)
- Merício Juvinal dos Reis (Mitglied), 2020 ersetzt durch Arantes Isaac Sarmento
- Francisco Gusmão Dias Ximenes (Mitglied)
- Atanasio Francisco Tavares (Mitglied)
- Veronica Belo (Mitglied)
- Helio Pereira Lobato (Mitglied)
- António Soares (Mitglied)
- Catarina de Araújo (Mitglied)